# Acer patinable

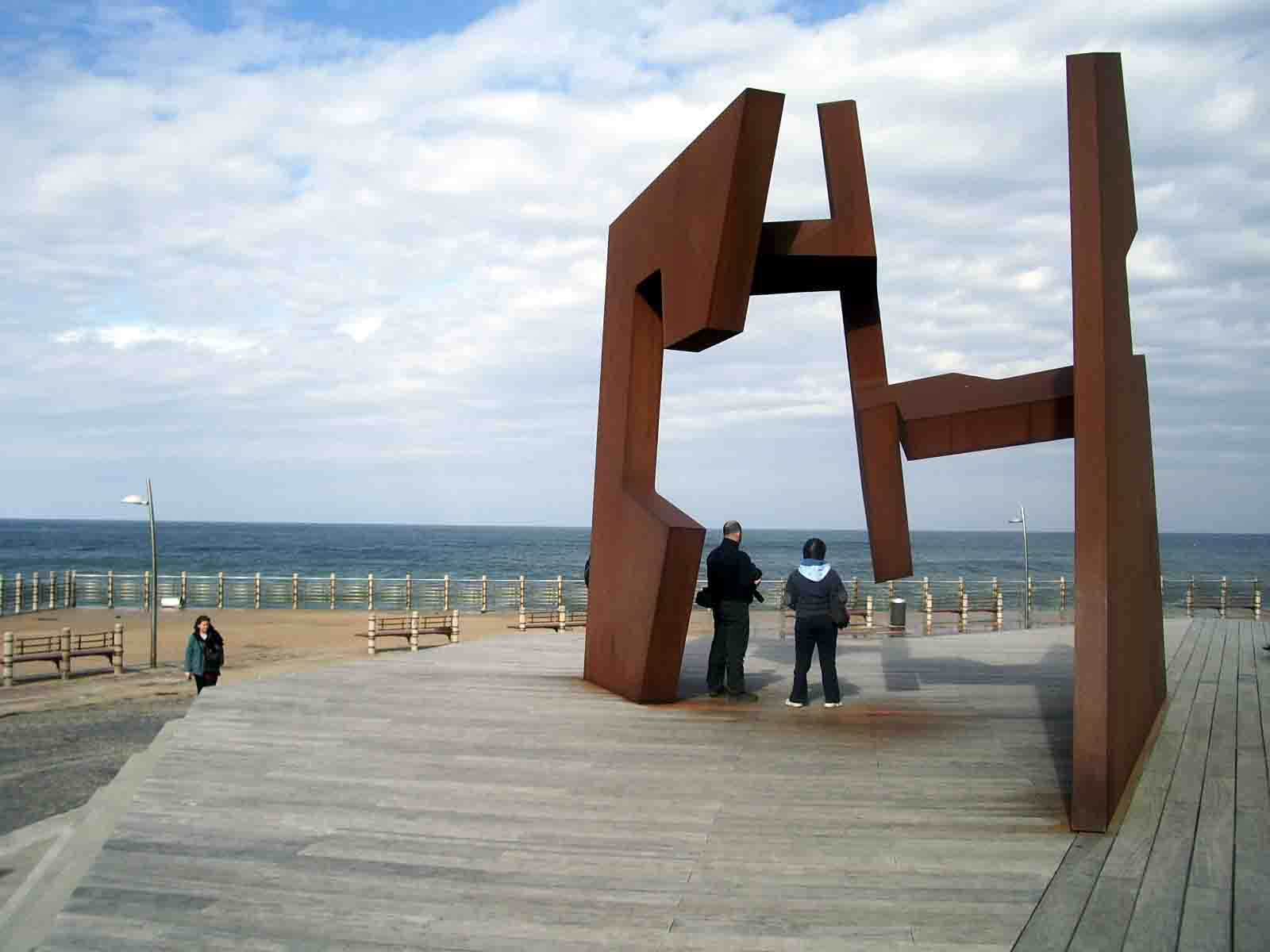
Escultura de Jorge Oteiza en acer patinable

L'acer patinable és un tipus d'acer amb una composició química que fa que la seva oxidació tingui unes característiques particulars que protegeixen la peça realitzada amb aquest material enfront de la corrosió atmosfèrica, sense perdre pràcticament les seves característiques mecàniques. Se'l coneix també com a acer Corten, que és la denominació de la marca comercial Cor-Ten.

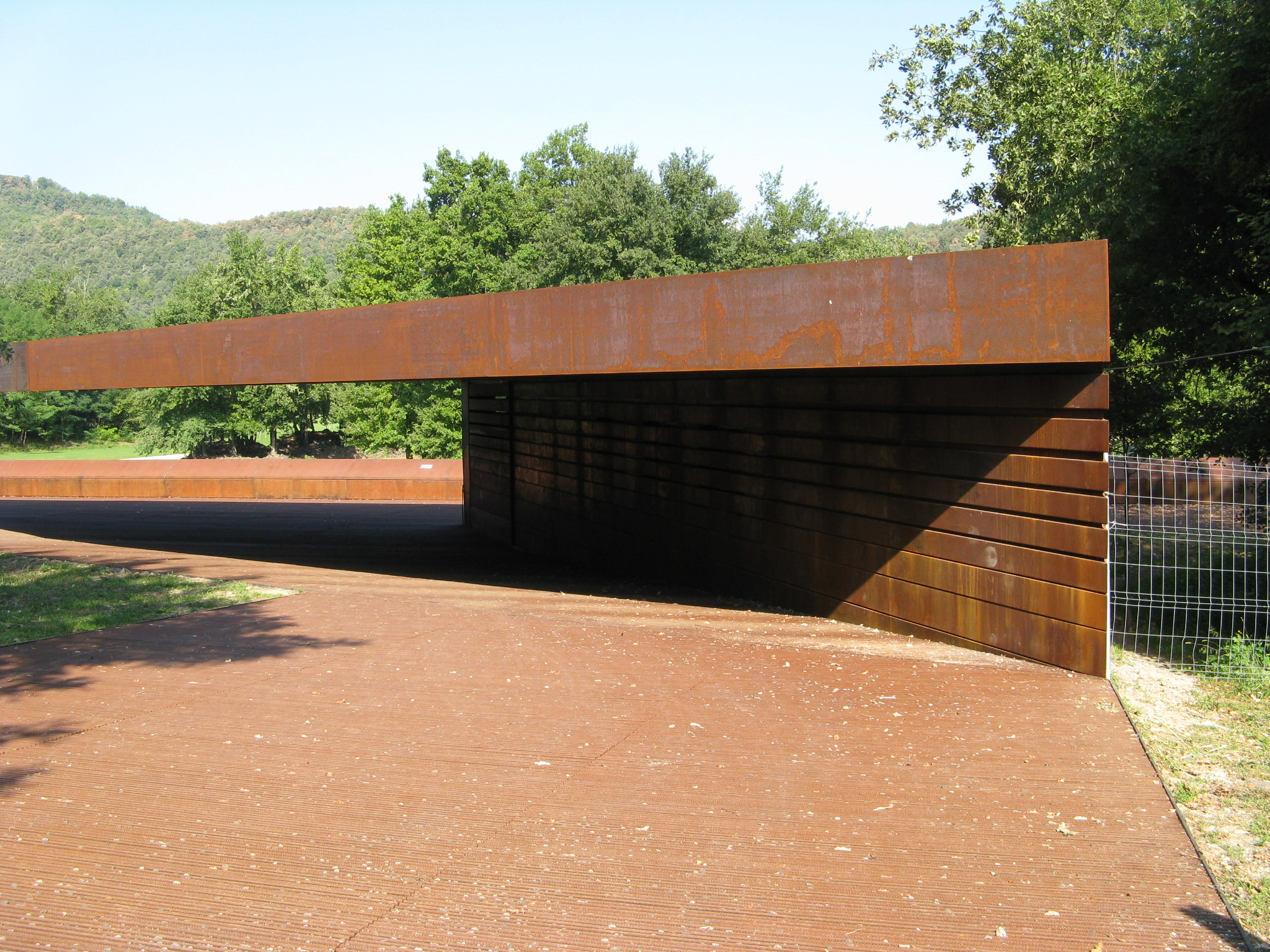
Parc Atlètic Tossols a Olot. d'RCR Arquitectes.

L'oxidació superficial de l'acer patinable crea una pel·lícula d'òxid impermeable a l'aigua i al vapor d'aigua que impedeix que l'oxidació de l'acer prossegueixi cap a l'interior de la peça. Això es tradueix en una acció protectora de l'òxid superficial enfront de la corrosió atmosfèrica, amb la qual cosa no cal aplicar cap més tipus de protecció a l'acer, com la protecció galvànica o el pintat.

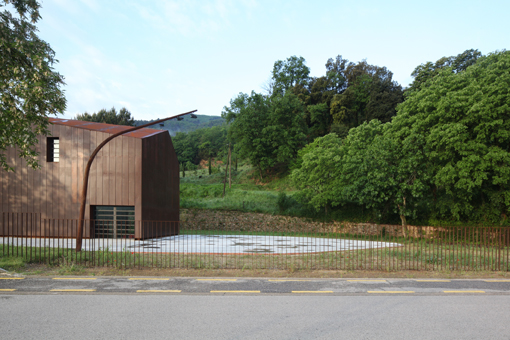
Parc de Bombers d'Amer, de Mizien arquitectura.

L'acer patinable té un alt contingut de coure, crom i níquel, que fa que adquireixi un color vermellós ataronjat característic. Aquest color varia de tonalitat segons l'oxidació del producte sigui forta o feble, enfosquint-se cap a un marró fosc en el cas que la peça es trobi en ambient agressiu, com a la intempèrie. L'ús d'acer patinable a la intempèrie té el desavantatge que partícules de l'òxid superficial es desprenen amb l'aigua, queden en suspensió i són arrossegades, fet que resulta en unes taques d'òxid molt difícils de treure en el material que es trobi sota l'acer patinable. En ambients agressius (zones costaneres, àrees industrials, etc.) l'acer patinable es pot corroir a una més gran velocitat, per la qual cosa és necessari aplicar-hi un tractament anticorrosiu.
Des d'un punt de vista artístic, el seu color característic i les seves qualitats químiques són molt valorades pels escultors. Artistes com Eduardo Chillida, Josep Plandiura, Marino di Teana, Jorge Oteiza o Richard Serra l'utilitzen sovint a les seves obres. El seu ús també s'ha estès en l’arquitectura, el mobiliari urbà i el paisatgisme, tant per la seva qualitat expressiva com per la seva durabilitat i poca necessitat de manteniment.

## Tipologia
Inicialment, l'aliatge d'acer Corten era conegut com a A242 (COR-TEN A), el nom donat per l'organisme de normalització ASTM Internacional. Actualment, els aliatges d'acer patinable que més es fan servir són els de tipus acer Corten A i B, respectivament, designats per:
- A242 i A588 segons la normativa ASTM
- E36 WA4 i E36 WB4 segons la normativa NF A 35 502 de novembre de 1984
- S355 J2 WP i S355 JOW segons la normativa NF EN 10025-5 de març de 2005

Les últimes designacions, per tant, es troben entre l'acer Corten i els acers no aliats per a finalitats generals, amb un límit elàstic mínim de 355 MPa
Segons l'AFNOR (EN 10025-5:2005) l'acer Corten és aquell acer amb una sèrie d'aliatges, com el fòsfor, el coure, el crom, el níquel i el molibdè que s'han afegit a l'aliatge inicial per augmentar la resistència a la corrosió atmosfèrica, per formar una capa autoprotectora d'òxid sobre la base de metall, sota la influència de les condicions atmosfèriques.